# 인디고카민
인디고 카민(Indigo Carmine)은 염기성을 나타내는 지시약이다. 쪽빛을 내는 주 성분이며, 식용 색소 청색 제2호로도 허가되어 있다.

## 특징
물에 용해되면 보라색을 띤 청색을 나타내며, 환원되면 청자색에서 노란색으로 변하기 때문에 환원성 물질을 검출하는 데에도 쓰인다. pH 11.4~13.2범위에서 변색을 일으키므로 염기성에서 사용하는 지시약으로도 쓰인다.

## 같이 보기
- 착색제
- 식용색소 적색 제2호
- 식용색소 적색 제3호
- 식용색소 적색 제40호
- 식용색소 적색 제102호
- 식용색소 황색 제4호
- 식용색소 황색 제5호
- 식용색소 녹색 제3호
- 식용색소 청색 제1호
- 식용색소 청색 제2호